# 大金温泉
南那須大金温泉（みなみなすおおがねおんせん）は、栃木県那須烏山市にある温泉。

## 概要
南那須町域に1987年（昭和62年）に開削。地下1200mにある古海水が湧出しており、全国的に珍しいナトリウム・カルシウム泉となっている。
1988年（昭和63年）にシュガーアイランドによって大金いかんべ共和国というミニ共和国の施設として「大金温泉グランドホテル」が建設された。
しかしその後、1995年（平成7年）に運営していた子会社によって和議が申請され、2025年7月現在は大金温泉グランドホテル株式会社（2022年以前は有限会社）によって運営されている。また共和国も那須烏山市との合併に伴い2005年（平成17年）に取り組みを終了した。

## 交通
- 烏山線大金駅から徒歩15分。
- 東北自動車道宇都宮インターチェンジから車で43分。